# Turned Up
Turned Up er en amerikansk stumfilm fra 1924 instrueret af James Chapin.

## Medvirkende
- Charles Hutchison som Bruce Pomroy
- Mary Beth Milford som Betty Brownee
- Crauford Kent som Paul Gilmore
- Otto Lederer som John Creighton
- Betty Morrissey som Lola
- Charles Cruz som Joe Turner
- Charles Force som Tom Martin